# Aaliyah (альбом)
Aaliyah (стилизованный как ΛΛLIYΛH) — третий и последний студийный альбом американской певицы Алии, выпущенный 17 июля 2001 года на лейблах Blackground и Virgin Records. Рабочее название альбома было «Враждебность». Ещё его иногда называют «Красным альбомом». Тексты песен для альбома писали Мисси Элиот и Static Major. Фирменным звуком в некоторых песнях занимался Timbaland.
Альбом номинировался в 2001 году на премию «Грэмми» за лучший альбом в стиле ритм-н-блюз и некоторые другие награды.

## История создания
В августе 1996 года Алия выпустила второй студийный альбом One in a Million, в работе над которым принимали участие Тимбалэнд и Мисси Эллиотт. Пластинка имела коммерческий успех, закрепившись на 18-й строчке в американском хит-параде Billboard 200 и на второй — в Top R&B/Hip-Hop Albums. В итоге Американская ассоциация звукозаписывающих компаний дважды присвоила диску платиновый статус. Ведущий сингл с альбома «If Your Girl Only Knew» занял одиннадцатое место в чарте Billboard Hot 100 и возглавил Hot R&B/Hip-Hop Songs. В 1998 году Алия записала песню «Journey to the Past» к мультфильму «Анастасия» и композицию «Are You That Somebody?» для саундтрека к фильму «Доктор Дулиттл». Обоим трекам сопутствовал успех: первый был номинирован на «Оскар» как «Лучшая песня к фильму», а второй принёс певице первую номинацию на «Грэмми» в категории «Лучшее женское вокальное исполнение в стиле ритм-н-блюз».
Третий сольный альбом должен был выйти в феврале 1999 года, но выпуск в итоге перенесли, поскольку Алия решила сосредоточиться на актёрской карьере. В 2000 году состоялся её кинодебют в фильме «Ромео должен умереть», который принёс ей ещё больше популярности, а композиция «Try Again», записанная для саундтрека к кинокартине, стала первой песней Алии, достигшей первой строчки в поп-чартах. В августе того же года лейбл певицы Blackground Records заключил договор дистрибуции с американским отделением Virgin Records; компания должна была выпускать все последующие релизы Blackground Records по всему миру, включая будущий третий альбом Алии.

## Запись
Алия начала работать над альбомом в 1998 году. Перед съёмками в «Ромео должен умереть» Алия успела записать несколько песен, две из которых спродюсировал Тимбалэнд. В 1999 году, записывая диск в одной из студий Нью-Йорка, Алия позвонила Тренту Резнору, одному из своих любимых исполнителей, и попросила спродюсировать для неё трек, однако они никак не могли найти время встретиться. Певица намеревалась завершить работу над пластинкой к концу 2000 года, и вскоре возобновила её запись. В то время она находилась в Австралии на съёмках фильма «Королева проклятых» (2002). Поскольку съёмочный процесс занимал весь день, Алия записывала треки для альбома ночью. В интервью журналу Billboard исполнительница рассказала, что иногда она не приходила в студию, так как сильно уставала. Президент Blackground Records и двоюродный брат Алии Джомо Хэнкерсон вспоминал, что ему пришлось «подкупить продюсеров», которые не хотели ехать на «другой конец света». Он добавил, что в итоге они «прекрасно провели время, создавая классную музыку».
Работа над диском по большей части проходила на студии Sony Music Studios в Нью-Йорке и на Sing Sing Studios в Мельбурне. Отдельные треки Алия записала на некоторых других студиях, включая Manhattan Center Studios («More Than a Woman») и Soundtracks Studios («U Got Nerve») в Нью-Йорке, а также Westlake Recording Studios («We Need a Resolution»), Magic Mix Studios и Music Grinder Studios («I Care 4 U») в Лос-Анджелесе. Первую песню для альбома «I Care 4 U» Алия записала в 1996 году; композиция, написанная Мисси Эллиотт, должна была войти в пластинку One in a Million, но в финальный трек-лист так и не попала. Над Aaliyah певица работала с рядом начинающих авторов и продюсеров, включая Bud’da, J. Dub, Rapture и Эрика Ситса. Музыкальный менеджер Джимми Хенчман, друг менеджера Алии Барри Хэнкерсона, помогал курировать запись диска, а также договаривался с авторами и продюсерами о работе с певицей. Большую часть текстов песен для Aaliyah написал Static Major (Стивен Гарретт) из R&B-коллектива Playa, который ранее работал над треками «Are You That Somebody?» и «Try Again». После распада группы руководство Blackground Records пригласило его на роль основного автора песен альбома. Static полагал, что Алия идеально вписывается в его авторский стиль, в то время как сама певица была убеждена, что Static сможет точно выразить её чувства.
В марте 2001 года запись пластинки подошла к концу; по словам корреспондента MTV News Гидеона Яго, Алия записала последнюю песню 9 марта, после чего Берни Грундман произвёл мастеринг диска у себя в студии в Лос-Анджелесе.
Находясь в Австралии, Алия также провела фотосессию для альбома под руководством фотографов Джеффа Дунаса, Джонатана Маниона, Дэвида Лашапеля и Альберта Уотсона. В съёмке были задействованы пять питонов; в интервью телеканалу MTV певица рассказала, что поначалу очень нервничала, но как только взяла их в руки, мгновенно «влюбилась» в них и почувствовала некую «привязанность» к ним: «они живут в одиночестве, [и] в моей жизни бывают моменты, [когда] я просто хочу побыть одна. Иногда я даже не могу разобраться в себе. Я чувствую, что они очень непростые существа, [но] в то же время они очень сексуальны. Вот почему они очень хорошо отражают Алию». Певица назвала змей «очень загадочными существами», «опасными, но довольно красивыми». Для обложки диска дизайнер Уоррен Фу выбрал фотографию Альберта Уотсона, на которой Алия позирует прямо перед камерой, охарактеризовав снимок как «симметричную композицию, где Алия смотрит прямо на вас с выражением уверенности и зрелости». О самом альбоме Алия говорила, что он хорошо отражает личность, которой она являлась на тот момент: «теперь я взрослая девушка, и я думаю, что этот альбом демонстрирует мой вокальный рост».

## Отзывы
| Совокупная оценка | Совокупная оценка |
| Источник          | Оценка            |
| ----------------- | ----------------- |
| Metacritic        | 76/100            |
| Оценки критиков   |                   |
| Источник          | Оценка            |
| AllMusic          | [ 26 ]            |

Aaliyah получил весьма положительные отзывы от большинства критиков. На сайте Metacritic, который присваивает нормализованный рейтинг из 100 баллов рецензиям профессиональных изданий, альбом получил средний балл 76, основанный на 14 рецензиях. По словам Равии Камейр из Pitchfork, рецензенты похвалили певицу за отход от «конфетного» качества современной поп-музыки в пользу подхода, который идеально сбалансировал поп, R&B и хип-хоп. Рашаун Холл из Billboard считает, что Аалия использовала другой подход по сравнению со своими коллегами по поп/R&B, которые «выпускают счастливые альбомы из года в год». Он оценил альбом как «разнообразный в звуковом отношении набор, в котором каждый номер несет в себе эмоции».

## Продвижение и продажи
Релиз альбома впервые состоялся 7 июля 2001 года в Японии; 16 июля Blackground и Virgin Records выпустили диск в Великобритании, а на следующий день он стал доступен для продажи в США. В Соединённых Штатах пластинка дебютировала под вторым номером в хит-параде Billboard 200, уступив дебютному альбому Алиши Киз Songs in A Minor; к 4 августу было продано 187 000 экземпляров диска. В последующие недели, однако, продажи альбома начали снижаться, и в итоге он опустился на 27-ю позицию (44 000 экземпляров). Алия планировала отправиться в большой концертный тур в рамках продвижения пластинки, в то время как лейблы Blackground и Virgin Records, вложившие значительный средства в его промокампанию, хотели выпустить успешный в хит-парадах сингл, который способствовал бы увеличению продаж альбома. 13 апреля 2001 года вышел ведущий сингл «We Need a Resolution», который, однако, не получил широкую ротацию на радиостанциях и добрался всего лишь до 59-й строчки в американском хит-параде Billboard Hot 100.
В августе 2001 года Алия завершила в Лос-Анджелесе съёмки видеоклипа на трек «More Than a Woman» и отправилась на Багамы для съёмок видео на песню «Rock the Boat». Однако после завершения работы над клипом Алия и несколько сотрудников её звукозаписывающей компании погибли в авиакатастрофе. Перед смертью певицы было продано более 447 000 экземпляров диска.
После смерти Алии продажи альбома значительно увеличились. Новости о её гибели появились в последний день недели отслеживания продаж Nielsen SoundScan, в течение которой было продано 62 000 экземпляров пластинки, что на 41,5 % больше по сравнению с прошлой неделей. Это позволило диску подняться с 27-й позиции на 19-ю. На следующей неделе было продано 305 500 экземпляров, благодаря чему альбому удалось возглавить хит-парад Billboard 200. Aaliyah — первый альбом певицы, который занял первую строчку какого-либо чарта журнала Billboard. Алия также стала одной из исполнительниц, кому удалось возглавить хит-парад посмертно. 19 сентября 2001 года продажи пластинки превысили миллион экземпляров. К февралю 2002 года в США было продано 2,06 миллионов экземпляров диска, а к декабрю 2009 года он разошёлся тиражом в 2,6 миллионов экземпляров.

## Список композиций
| №                   | Название                                        | Текст песни         | Музыка                           | Продюсер(ы)         | Длительность |
| ------------------- | ----------------------------------------------- | ------------------- | -------------------------------- | ------------------- | ------------ |
| 1.                  | «We Need a Resolution» (при участии Тимбалэнда) | Стивен Гарретт      | Тимоти Мосли                     | Тимбалэнд           | 4:02         |
| 2.                  | «Loose Rap» (при участии Static Major)          | Гарретт             | Эрик Ситс, Rapture               | Ситс, Rapture       | 3:50         |
| 3.                  | «Rock the Boat»                                 | Гарретт             | Ситс, Rapture                    | Ситс, Rapture       | 4:34         |
| 4.                  | «More Than a Woman»                             | Гарретт             | Мосли                            | Тимбалэнд           | 3:49         |
| 5.                  | «Never No More»                                 | Гарретт             | Стивен Андерсон                  | Bud'da              | 3:56         |
| 6.                  | «I Care 4 U»                                    | Мелисса Эллиотт     | Мосли, Карл Хамптон, Гомер Бэнкс | Тимбалэнд           | 4:33         |
| 7.                  | «Extra Smooth»                                  | Гарретт             | Ситс, Rapture                    | Ситс, Rapture       | 3:55         |
| 8.                  | «Read Between the Lines»                        | Гарретт             | Андерсон                         | Bud'da              | 4:20         |
| 9.                  | «U Got Nerve»                                   | Бенджамин Буш       | Ситс, Rapture                    | Ситс, Rapture       | 3:43         |
| 10.                 | «I Refuse»                                      | Гарретт             | Джеффри Уолкер                   | J. Dub              | 5:57         |
| 11.                 | «It's Whatever»                                 | Гарретт             | Ситс, Rapture                    | Ситс, Rapture       | 4:08         |
| 12.                 | «I Can Be»                                      | Даррелл Бэббс       | Андерсон                         | Bud'da              | 2:59         |
| 13.                 | «Those Were the Days»                           | Гарретт             | Ситс, Rapture                    | Ситс, Rapture       | 3:24         |
| 14.                 | «What If»                                       | Бэббс               | Уолкер                           | J. Dub              | 4:25         |
| Общая длительность: | Общая длительность:                             | Общая длительность: | Общая длительность:              | Общая длительность: | 57:44        |

| №   | Название    | Автор(ы)        | Producer(s) | Длительность |
| --- | ----------- | --------------- | ----------- | ------------ |
| 15. | «Try Again» | Garrett, Mosley | Timbaland   | 4:44         |

| №   | Название    | Автор(ы)             | Producer(s)       | Длительность |
| --- | ----------- | -------------------- | ----------------- | ------------ |
| 15. | «Messed Up» | Bush, Stewart, Seats | Rapture, E. Seats | 3:24         |

### США специальное издание бонус DVD
1. Aaliyah introduction
2. «One in a Million» (video)
3. «Are You That Somebody?» (video)
4. «Try Again» (video)
5. «We Need a Resolution» (video)
6. Behind the Scenes